# 小弗洛伊德·亚当斯
小弗洛伊德·亚当斯（英語：Floyd Adams, Jr.，1945年5月11日—2014年2月1日），是一名来自美国佐治亚州的政治家、民主党人。他曾任佐治亚州萨凡纳市长。
2014年2月，他因病死于萨凡纳圣约瑟夫医院，享年68岁。